# Braulidae
I Braulidi, nome scientifico Braulidae Egger, 1853 (1846), sono una piccola ed enigmatica famiglia di insetti dell'ordine dei Ditteri (Brachycera: Cyclorrhapha: Acalyptratae), rappresentata da sette specie commensali delle api, spesso impropriamente citate come parassite.
La specie più rappresentativa, Braula coeca è virtualmente cosmopolita, le altre hanno invece areali circoscritti o sono confuse facilmente con Braula coeca. Il nome della famiglia fa in genere riferimento alla B. coeca, al punto che alcune fonti considerano erroneamente la famiglia come monotipica.

## Nomenclatura scientifica e comune
L'etimologia del nome scientifico, derivato dal greco βραῦλα ("pidocchio"), fa riferimento alla singolare etologia degli adulti, che, vivendo stabilmente sul corpo delle api, ricordano per attinenza il comune pidocchio dell'uomo.
L'attribuzione della descrizione in ottemperanza al Codice Internazionale di Nomenclatura Zoologica è controversa. Il nome Braulidae fu usato da Pascoe (1877) per la prima volta, ma altri Autori elevarono la specie Braula coeca ad un rango superiore, con differenti nomi, già in date precedenti. Secondo Rohdendorf (1977) e James McAlpine (1989) l'attribuzione spetterebbe a Gerstaecker (1863) che, usando il nome Braulina, sarebbe stato il primo a considerare il rango di famiglia. In ottemperanza al principio di priorità applicato alla sinonimia, sancito nell'articolo 23 del Codice Internazionale di Nomenclatura Zoologica, la paternità spetterebbe tuttavia a Egger (1853), che usò il nome Braulida; la priorità era stata acquisita nel 1846 dal nome Entomomibiti Costa, derivato da Entomibia, sinonimo minore di Braula.
L'associazione all'immagine del pidocchio è ampiamente ricorrente anche nella terminologia comune in varie lingue. In italiano, la specie più rappresentativa, Braula coeca, è nota con il nome comune di "pidocchio delle api", termine in realtà applicato per estensione a qualsiasi membro della famiglia, praticamente indistinguibile per etologia e morfologia. Il riferimento al pidocchio e al suo ospite ricorre, ad esempio, nei nomi comuni in inglese (bee lice), in tedesco (bienenläuse), in francese (pou des abeilles), in spagnolo (piojo de la abeja), in portoghese (piolho das abelhas).

## Descrizione

### Adulti
Gli adulti dei Braulidi presentano specificità morfologiche tali da renderli atipici nell'ambito dell'intero ordine dei Ditteri. L'elemento morfologico più rilevante è la completa assenza delle ali (atterismo), che seppure non esclusiva di questa famiglia, si accompagna ad una marcata differenziazione morfologica che interessa anche altre regioni del corpo, come il capo, i tarsi e l'addome. Caratteri invece correlati all'atterismo sono l'assenza degli ocelli e la semplificazione strutturale del torace. Il corpo è di piccole dimensioni, leggermente depresso in senso dorso-ventrale, lungo 1-3 mm. Le Braula non sono più lunghe di 1,7 mm, mentre le Megabraula arrivano ai 3 mm di lunghezza. La sagoma è tozza e larga, con profilo ovale alla vista dall'alto; il tegumento, di colore variabile dal rossastro al bruno, è marcatamente sclerificato e ricoperto da un fitto rivestimento di setole. Ad un'osservazione sommaria, un occhio inesperto può facilmente confonderle con le più temibili Varroa.
Il capo è ampio, leggermente più largo del torace, con un'ampia faccia che occupa gran parte del capo alla vista frontale. La sutura frontale è molto marcata. È privo di ocelli e occhi composti; questi ultimi sostituiti da macchie oculari situate dietro e un poco sopra l'inserzione delle antenne. Le antenne sono di tipo aristato, con inserzioni nettamente distanti tra loro, quasi ai lati del capo, e in fase di riposo sono alloggiate in un'infossatura. Lo scapo è molto piccolo, il pedicello è ben sviluppato, di forma subglobosa, e reca una setola dorsale, il primo flagellomero è anch'esso subgloboso o reniforme, leggermente più grande del pedicello. L'arista è uniarticolata, breve ma robusta nel genere Braula, ridotta ad un piccolo fiocco in Megabraula. Il clipeo è ampio, l'apparato boccale è breve e largo, con palpi mascellari ben sviluppati.
Il torace è notevolmente differenziato, rispetto alla morfologia tipica dei Brachiceri, come conseguenza dell'atterismo secondario di questa famiglia. Ha uno sviluppo ridotto in lunghezza e non presenta la complessa differenziazione degli scleriti mesotoracici tipica dei ditteri alati e posteriormente è connesso armonicamente all'addome senza un'apparente differenziazione morfologica fra le due regioni. Lo scutello è assente e sul dorso sono presenti sei paia di robuste setole, più evidenti delle altre, non interpretabili secondo la nomenclatura convenzionale applicata alla chetotassi dei Ditteri. Le pleure sono glabre. Del tutto assenti sia le ali sia i bilancieri.
Le zampe sono robuste, relativamente lunghe rispetto al corpo, con femori ingrossati. Le coxe delle zampe medie e posteriori sono nettamente distanziate da quelle del lato opposto. Tutti gli articoli delle zampe sono rivestiti da una diffusa copertura di setole, ma nei femori è più evidente un ciuffo di setole più lunghe e robuste sul lato dorsale dell'estremità distale. I tarsi sono profondamente modificati, composti da cinque segmenti brevi, larghi e appiattiti. Le unghie sono trasformate in due ampi e robusti pettini composti da 22-32 denti in Braula e 33-41 in Megabraula, ricurvi ventralmente all'indietro. I pulvilli sono peduncolati e manca l'appendice mediana (arolio o empodio).
L'addome è composto da cinque uriti apparenti, per la fusione dei primi due tergiti; è largo e convesso e presenta una diffusa copertura di setole fra cui emerge una serie di setole più robuste ai lati. La conformazione e lo sviluppo degli scleriti addominali è un'altra peculiarità di questa famiglia.
- Nel genere Braula, in ciascuno dei primi sei uriti sono presenti due scleriti laterali, detti laterotergiti. La struttura dell'esoscheletro è perciò analoga a quella del torace: un tergite dorsale, relativamente ampio, uno ventrale, marcatamente più stretto, e due laterotergiti, che simmetricamente hanno un'estensione latero-ventrale. Sui laterotergiti sono disposti gli stigmi addominali. Infine, sempre nel genere Braula, si ha la fusione del primo tergite con il secondo e del primo sternite con il secondo.
- Nel genere Megabraula, si ha la completa scomparsa di tutti gli scleriti nella femmina e di quelli degli uriti 1-5 nel maschio. Gli scleriti laterali sono ancora presenti ma sono ridotti e solo leggermente sclerificati.

Gli uriti terminali del maschio sono simmetrici e hanno gli scleriti ridotti e solo leggermente sclerificati. Le femmine hanno gli uriti terminali, dal settimo all'ottavo, membranosi o poco sclerificati e si ritraggono telescopicamente all'interno del sesto.

### Stadi giovanili
L'uovo è di dimensioni grandi rispetto a quelle delle femmine ed ha una forma ovale, di 0,6-0,8 mm di lunghezza e circa 0,3 mm di diametro.
La larva è apoda e cilindrica, leggermente più sottile nella parte anteriore, ottusa e arrotondata all'estremità posteriore, provvista di un solo paio di spiracoli (sistema metapneustico) in tutti gli stadi larvali. La larva di terza età di Braula coeca è lunga poco più di 2 mm. Il tegumento mostra un'evidente metameria e presenta serie di brevi papille sensoriali, allineate trasversalmente, sui segmenti toracici e sul primo segmento addominale e sull'ultimo.
Il pupario ha una dimensione media dell'ordine di 1,5 mm, è depresso in senso dorso-ventrale e alla vista dorsale presenta un profilo piriforme, con la parte cefalo-toracica, corrispondente ai primi tre segmenti, più stretta. La parete del pupario è solo debolmente sclerificata.

## Biologia

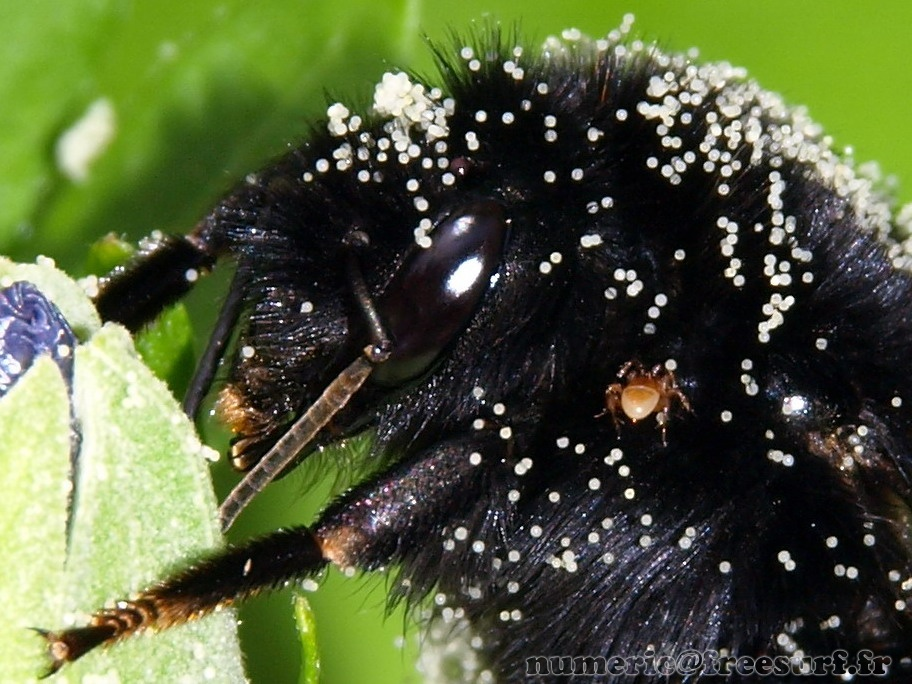
Un insetto attaccato

La relazione trofica con gli insetti di maggiore importanza economica ha suscitato un largo interesse fra gli entomologi, perciò esiste una ricca documentazione sulla biologia e l'etologia di questi singolari ditteri, prodotta in quasi un secolo di osservazioni. I Braulidi sono talvolta impropriamente citati come parassiti delle api ma in realtà si tratta di una relazione trofica di commensalismo. Hövemeyer (2000) riporta il comportamento trofico dei Braulidi fra i casi di cleptoparassitismo. Gli adulti si insediano sul corpo delle operaie o, preferibilmente, della regina, stazionando in genere fra il torace e l'addome e spostandosi solo per carpire il cibo dall'apparato boccale dell'ospite. Per nutrirsi si portano infatti sul capo dell'ospite, insediandosi alla base delle mandibole o del labium, e introducono il loro labbro inferiore nella cavità orale dell'ape, assorbendo l'alimento dell'ospite, frammisto alla sua saliva, per mezzo dei labella.
Il ciclo biologico si svolge con una sola generazione l'anno, con svernamento allo stadio di adulto e riproduzione in primavera. Le ovodeposizioni hanno inizio in tarda primavera e si protraggono fino all'estate inoltrata. Le femmine depongono le uova nelle celle da miele del favo: Braula coeca depone sulla superficie interna degli opercoli, Braula schmitzi sulla superficie esterna. Le larve scavano inizialmente una galleria filiforme nella cera che interessa una sola cella, ma nel corso dello sviluppo la mina si espande fino ad interessare più celle. Il nutrimento è costituito da miele, granuli di polline e detriti organici inglobati nella cera, ma non è stata accertata l'incidenza ponderale dei singoli componenti sulla dieta complessiva.
Al termine dello sviluppo, la larva matura pratica un'erosione circolare nella parete della mina, allo scopo di preparare la via d'uscita per l'adulto, ma lascia un sottile opercolo, poi si impupa restando all'interno della galleria. Al termine della ninfosi, l'adulto sfarfalla esercitando una pressione sull'opercolo della mina e abbandona la cella.
Subito dopo lo sfarfallamento, l'adulto cerca un ospite fra le operaie o la stessa regina e vi si insedia. La conformazione delle unghie, a pettine, è un fondamentale adattamento morfofunzionale indispensabile per attaccarsi stabilmente alla peluria dell'ospite e, nello stesso tempo, spostarsi velocemente sul suo corpo o passare da un ospite all'altro. In genere, un'operaia non porta più di 2-3 ditteri, mentre sulla regina possono insediarsi di norma una decina di adulti o, eccezionalmente, anche fino a più di 30 adulti. L'infestazione della regina ricorre più intensa in tarda estate e inizio autunno. La preferenza mostrata dai braulidi nei confronti della regina è di natura alimentare: i ditteri si alimentano anche a spese dei feromoni emessi dalla regina e mostrano una preferenza per i componenti nutritivi della dieta specifica dei reali.
La propagazione delle infestazioni da una colonia all'altra si svolgerebbe per mezzo di vari meccanismi: la sciamatura, la predazione di colonie forti sulle colonie deboli, il trasferimento di telaini infestati da un'arnia ad un'altra.

## Sistematica
L'estrema specificità dei Braulidae ha storicamente reso difficile e alquanto controverso l'inquadramento sistematico di questi ditteri nell'ambito dell'ordine. Nell'Ottocento era nota solo la specie Braula coeca, descritta da Nitzsch agli inizi del secolo.
Il primo tentativo di inquadramento tassonomico nei taxa di rango superiore risale allo stesso Nitzsch, che collocò il genere Braula nella sezione Pupipara. Quella dei Pupipara era la terza sezione, oltre ad Acalyptratae e Calyptratae, in cui si suddividevano gli Schizophora e comprendeva famiglie che attualmente trovano collocazione nei Calyptratae e negli Acalyptratae. Carattere comune a tutti i Pupipara è la viviparità. In realtà, già nell'Ottocento, Leuckart (1858), basandosi su deduzioni relative ad un esame comparato dell'apparato riproduttore femminile, e successivamente Müggenburg (1892) sostenevano l'oviparità di Braula coeca. Malgrado questi contributi, la presunta oviparità di B. coeca non fu pienamente accertata e questi ditteri furono trattati fra i Pupipara, da diversi Autori, per oltre un secolo.
L'oviparità di B. coeca fu effettivamente accertata da Skaife (1822), ma per decenni, oltre alla già citata inclusione fra i Pupipara, vi furono svariati inquadramenti tassonomici più o meno condivisi: il genere Braula fu infatti messo in relazione, secondo l'autore, con varie famiglie, appartenenti sia agli Aschiza sia agli Schizophora Acalyptratae.
L'introduzione della tassonomia su base filogenetica non risolse le incertezze riferite a questi ditteri e la famiglia ha trovato svariate collocazioni, in funzione dell'interpretazione delle sue relazioni filogenetiche o degli schemi generali adottati in ambito di tassonomia degli Schizophora: Hennig (1958) collocò inizialmente i Braulidae nella superfamiglia Milichioidea, Colless & David McAlpine (1970), riunendo i Milichioidea e i Drosophiloidea sensu Hennig, classificarono i Braulidae nella superfamiglia Drosophiloidea, Griffiths (1972) li trattò come incertae sedis, ma considerava plausibile l'inserimento fra i Lonchaeoidea o i Lauxanioidea o in una superfamiglia propria, ancora Hennig (1973) rivedeva la sua precedente classificazione mettendoli fra gli Acalyptratae incertae sedis, Rohdendorf nelle sue pubblicazioni dal 1961 al 1977 elevava i Braulidae al rango di infraordine, con il nome Braulomorpha.
L'impianto tassonomico di James McAlpine nel terzo volume del Manual of Nearctic Diptera (1989), largamente adottato dagli anni novanta in poi, colloca infine i Braulidae nella superfamiglia Carnoidea. Malgrado sussistano ancora forti incertezze sulle effettive relazioni filogenetiche tra i Braulidae e gli altri Schizofori, al momento la posizione tassonomica di McAlpine resta la più accreditata, anche se incertae sedis.
Oltre alla posizione sistematica, la famiglia Braulidae è stata oggetto di incertezze e controversie anche in merito alla sua suddivisione. Gli insetti del genere Braula mostrano in effetti una sostanziale uniformità morfologica che ne rende difficile la discriminazione a livello di specie. È largamente condivisa l'ipotesi che il genere abbia un'origine paleartica e che si sia inevitabilmente diffuso in tutto il mondo con l'espansione dell'apicoltura come attività economica. Le altre specie segnalate in letteratura hanno areali più o meno circoscritti, alcune di esse sono state sinonimizzate o ridotte a sottospecie di B. coeca, oppure, come nel caso di alcune Braula classificate negli anni trenta da Örösi Pál, non offrono una sufficiente attendibilità a causa della perdita degli esemplari usati come olotipi. Secondo alcuni Autori, in effetti, la famiglia si sarebbe dovuta identificare probabilmente con la sola specie Braula coeca e ancora oggi sussiste la necessità di una revisione della tassonomia del genere. A prescindere dall'effettivo numero di specie appartenenti al genere Braula, nel 1986 sono stati classificati due nuovi braulidi che sotto l'aspetto morfologico ed etologico si differenziano più o meno marcatamente da quelli finora conosciuti e vengono perciò inserite in un genere distinto. Allo stato attuale sono riconosciute come valide sette specie, di cui cinque attribuite al genere Braula e due al genere Megabraula:
- Braula Nitzsch, 1818 (=Entomibia, Melitomyia)
  - Braula coeca Nitzsch, 1818 (cosmopolita)
  - Braula kohli Schmitz, 1914 (Congo)
  - Braula orientalis Örösi Pál, 1963 (Belgio, Estremo oriente, Turchia, Israele, Egitto)
  - Braula pretoriensis Örösi Pál, 1938 (Sudafrica Tanzania Congo)
  - Braula schmitzi Örösi Pál, 1939 (Neotropico, sud Europa, medio oriente)
- Megabraula Grimaldi & Underwood, 1986
  - Megabraula antecessor Grimaldi & Underwood, 1986 (Nepal)
  - Megabraula onerosa Grimaldi & Underwood, 1986 (Nepal)

## Filogenesi
Il notevole grado di incertezza relativo alla posizione tassonomica dei Braulidae è una conseguenza della difficoltà di definire una relazione filogenetica fondata su solide basi. In proposito l'unico tentativo degno di nota è quello di James McAlpine (1989) che individuò una quindicina di caratteri plesiomorfici, alcuni apomorfici per giustificare l'inclusione fra i Carnoidea. Secondo McAlpine, i Braulidae formerebbero con gli Australimyzidae un clade collegato alla famiglia dei Carnidae, ma questa ipotesi non ha riscosso un largo consenso, soprattutto alla luce della recente revisione della filogenesi dei Carnoidea, operata da Buck nel 2006. Le attuali conoscenze, se da un lato non escludono l'appartenenza dei Braulidae al clade dei Carnoidea, da un altro non permettono di definire una collocazione certa, perciò si tende a considerare la famiglia come incertae sedis.

## Distribuzione
Come detto in precedenza, si ritiene che la famiglia dei Braulidae sia di origine paleartica e che sia diventata virtualmente cosmopolita contestualmente alla diffusione dell'apicoltura nelle varie regioni della Terra: l'esportazione di famiglie di api da un continente all'altro avrebbe pertanto consentito l'introduzione accidentale del dittero in aree in cui era assente.
Tre sono le specie ad ampia distribuzione: a Braula coeca, segnalata in tutte le regioni zoogeografiche della Terra, si affiancano, secondo le regioni, Braula schmitzi e Braula orientalis. La prima è segnalata come specie diffusa nell'ecozona neotropicale e in varie regioni del Paleartico occidentale, la seconda nel Paleartico orientale e in alcune regioni del Paleartico occidentale, fra cui il Medio Oriente, il Nordafrica e alcune aree dell'Europa, non bene accertate a causa delle informazioni contrastanti fra le diverse fonti.
Le altre specie del genere Braula hanno diffusione più limitata ma in proposito va specificato che si tratta di olotipi per i quali andrebbe meglio definita la collocazione sistematica: B. kohli e B. pretoriensis sono infatti specie afrotropicali segnalate rispettivamente in Congo, la prima, e in Sudafrica, Tanzania e Congo. La presenza del genere Megabraula è invece limitata all'ecozona orientale, in quanto ritrovate solo in Nepal.
In Italia sono presenti solo B. coeca e B. schmitzi, quest'ultima limitatamente al nord. Nessuna delle due specie sarebbe segnalata in Sardegna.

## Importanza economica
Le opinioni sulla rilevanza della dannosità dei Braulidi sono contrastanti, ma in generale prevale l'opinione che questi ditteri rappresentino un'avversità minore delle api e di modesta rilevanza economica, specie se i Braulidi vengono messi a confronto con altri antagonisti o commensali più dannosi.
L'attività del braulide adulto, infatti, non crea un danno diretto all'ospite, non essendoci un rapporto di parassitismo vero e proprio: la sottrazione di alimenti dalla sua bocca non comporta uno stato di denutrizione per l'ape e l'incidenza della sottrazione di miele, dalla produzione complessiva della famiglia, è irrilevante. Solo la presenza sulla regina, in caso di elevato numero di individui, può provocare uno stato di denutrizione cronico che, in casi estremi, ha effetti letali. D'altra parte è stato osservato che la presenza di braulidi irrita l'ospite e lo disturba nella sua ordinaria attività. Questo fenomeno è preoccupante solo se l'ospite è la regina, in quanto un eccessivo numero di braulidi ne può provocare una sottoalimentazione e comprometterne la fecondità. La presenza di braulidi nell'alveare diventa perciò problematica solo in caso di elevati livelli di popolazione, in quanto si ripercuotono sul potenziale riproduttivo della famiglia e più o meno direttamente, sulla produttività. È stata messa in evidenza anche una correlazione inversa tra potenziale riproduttivo della colonia e livello di infestazione da braulidi, in quanto le infestazioni di braulidi tendono ad essere più massicce nelle colonie deboli; secondo Ferrar (1987) questa correlazione va però interpretata come una conseguenza della debolezza della famiglia più che una vera e propria causa.
La dannosità delle larve va vista solo in prospettiva. I danni diretti causati dalle larve sono marginali anche in caso di elevate infestazioni, in quanto la loro attività trofica si esercita quasi esclusivamente sulla cera e la sottrazione di miele ha un'incidenza irrilevante. Massicce infestazioni si possono però considerare preoccupanti soprattutto in estate inoltrata, in quanto aumenta la probabilità che gli adulti si possano insediare in numero elevato sulla regina.

## Metodi di difesa
La lotta mirata a combattere le infestazioni di braulidi, in generale, non è necessaria per i seguenti motivi:
- livelli modesti di infestazione non producono danni economici di rilievo
- le popolazioni di braulidi sono generalmente abbattute con i trattamenti diretti contro la Varroa
- un'adeguata prevenzione permette il mantenimento di bassi livelli di infestazione con il ricorso a semplici accorgimenti.

La lotta mirata si può eseguire con trattamenti di fumigazione a base di estratto di tabacco, tuttavia si ricorre a questi interventi solo in caso di gravi infestazioni che possono pregiudicare la sopravvivenza stessa della famiglia a causa di un eccessivo indebolimento. Più efficace si rivela invece la prevenzione, da attuarsi rimuovendo, in piena estate, i telaini infestati al fine di eliminare le larve con la fusione della cera: un abbattimento della popolazione di larve in estate riduce il livello della popolazione di adulti svernanti limitando perciò il potenziale riproduttivo del braulide nella primavera successiva.